# Benzoguanamin
Benzoguanamin ist eine chemische Verbindung aus der Gruppe der Triazine.

## Gewinnung und Darstellung
Benzoguanamin kann durch Reaktion von Benzonitril mit Dicyandiamid in Gegenwart von Natrium und flüssigem Ammoniak oder von Kaliumhydroxid und Methylglycol gewonnen werden.

## Eigenschaften
Benzoguanamin ist ein brennbarer, schwer entzündbarer, kristalliner, weißer, geruchloser Feststoff, der sehr schwer löslich in Wasser ist und sich bei Temperaturen über 350 °C zersetzt.

## Verwendung
Benzoguanamin wird als modifizierende Reagenz für bzw. zur Herstellung von Melaminharzen sowie zur Herstellung von Schädlingsbekämpfungsmitteln, Farbstoffen und Pharmazeutika verwendet.